# Nora Ricci
Eleonora "Nora" Ricci, född 19 juli 1924 i Viareggio, Toscana, död 16 april 1976 i Rom, var en italiensk skådespelerska.

## Roller i urval
- 1951 – Den vackraste
- 1962 – Privatliv
- 1965 – Otrogen på italienska
- 1969 – De fördömda
- 1969 – Änka i trosor
- 1971 – Döden i Venedig
- 1972 – Ludwig
- 1972 – Paulina 1880
- 1974 – Nattportieren